# 拉斯托 (德国)
拉斯托（德語：Rastow）是德国梅克伦堡-前波美拉尼亚州的一个市镇。总面积51.82平方公里，总人口1917人，其中男性954人，女性963人（2011年12月31日），人口密度37人/平方公里。